# Eptesicus japonensis
Eptesicus japonensis (Imaizumi, 1953) è un pipistrello della famiglia dei Vespertilionidi endemico del Giappone.

## Descrizione

### Dimensioni
Pipistrello di piccole dimensioni, con la lunghezza della testa e del corpo tra 58 e 68 mm, la lunghezza dell'avambraccio tra 38 e 41,5 mm, la lunghezza della coda tra 35 e 43 mm, la lunghezza del piede tra 8,7 e 11,5 mm, la lunghezza delle orecchie tra 13 e 16,5 mm.

### Aspetto
La pelliccia è corta, soffice e lucida. Le parti dorsali sono bruno-nerastre scure, mentre le parti ventrali sono bruno-giallastre chiare con un collare bruno dorato che si estende dal torace fin dietro le orecchie. Il muso è largo, dovuto alla presenza di due masse ghiandolari sui lati, le narici sono prominenti. Le orecchie sono corte, con l'estremità arrotondata. Il trago è corto, con l'estremità arrotondata, il margine anteriore diritto, quello posteriore leggermente convesso e con un piccolo lobo alla base. L'antitrago è piccolo. Le membrane alari sono larghe, ispessite, opache e attaccate posteriormente alla base del metatarso dell'alluce. La punta della lunga coda si estende leggermente oltre l'ampio uropatagio. Il calcar è carenato.

## Biologia

### Comportamento
Si rifugia nelle cavità degli alberi in colonie fino a 100 individui, talvolta si accoppia in edifici e case.

### Alimentazione
Si nutre di insetti.

## Distribuzione e habitat
Questa specie è conosciuta soltanto nei distretti montani centrali di Chubu e Kantō sull'isola giapponese di Honshū.
Vive oltre i 700 metri di altitudine.

## Conservazione
La IUCN Red List, considerato l'areale limitato e seriamente frammentato, la rarità e il declino in atto nell'estensione e nella qualità del proprio habitat, classifica E.japonensis come specie in pericolo di estinzione (Endangered).